# Площадь Абылай-хана (Кокшетау)
Пло́щадь Абылай-хана (каз. Абылай-хан алаңы; прежние названия: Гостинодворная, Ярмарочная (Базарная), Центральная, В. И. Ле́нина) — главная (парадная) площадь Кокшетау, административного центра Акмолинской области в Казахстане, расположенная в центре города. 
Она названа в честь государственного деятеля, объединивший казахов трех жузов в единое государство, Абылай-хана. Площадь, прежде именовавшаяся Пло́щадь Ле́нина, получила своё современное название в октябре 1998 года. 
Здесь проходят все наиболее важные общегородские и государственные праздники, мероприятия, парады, на время проведения которых через площадь перекрывается движение общественного транспорта, и она становится пешеходной. На площади расположены здания б. Дома Советов (1957), Областного акимата, многоэтажной гостиницы «Кокшетау», а также Главпочтамта и памятник Абылай-хану.

## Расположение
К площади Абылай-хана сходятся старейшие улицы, ныне главные современные магистрали города — ул. Абая (б. К. Маркса), идущая в восточном направлении к вокзалу, и перпендикулярная ей ул. Сатпаева. С восточной стороны площадь ограничена ул. Калинина, вдоль которой с отступом от красной линии расположен ряд кирпичных построек бывшего винно-водочного завода (нач. 20 в.), отделенный полосой деревьев и газонов.

## История

Базарная площадь (конец XIX начало XX в.)

В конце XIX — начале XX вв. на месте главной площади находился общественный центр «мещанской» части Кокшетау. Здесь размещались церковь, торговая площадь, городской сенной базар, небольшой сад. Построек того времени не сохранилось, за исключением церкви Михаила Архангела, здание которой было перенесено в 1947 г. в южный район города на ул. Валиханова. Во второй половине 19 века площадь называлась Гостинодворской, т.к. здесь находился Гостиный двор. Позже на площадь перенесли базар из станичной части города, и в 1912 году ее назвали Ярмарочной, в народе — Базарной. К базарной площади примыкал сенной базар - между нынешними улицами Калинина и Менжинского. Главным зданием оставалась церковь.
В годы войны с этой площади уходили на фронт кокшетауцы, а их родные, оставшиеся в тылу, собирались на ней для того, чтобы услышать сводки с фронта, и, здесь же, в мае 1945 года, жителям города было объявлено о великой Победе. После того, как в начале 1950-х годов базар перенесли на свободную территорию за улицей Советской, площадь была наименована Центральной. В 1957 году было построено здание Дома Советов (сейчас административное здание).

### Площадь им. В. И. Ленина
В 1963 году на Центральной площади установили статую Ленина (работа скульптора: Б. Баркова, архитектора О. Пруцина).
Решением Кокчетавского горсовета от 19 октября 1970 г. центральная площадь города у Дома Советов переименована в площадь им. В. И. Ленина. 
Это имя площадь носила до 1998 года, когда было решено перенести памятник Ленину на территорию горпарка, а площадь начали реконструировать.
В 1987 году на Центральной площади города была построена гостиница "Кокшетау" (на том месте, где раньше находилось кафе "Восток").

### Площадь им. Абылай-хана
5 октября 1999 года согласно совместному решению 26-й сессии гормаслихата и акима г. Кокшетау от 05 октября 1999 года № С-26/16, № 648, центральная площадь города переименована в площадь им. Абылай-хана, а 5 ноября 1999 года здесь состоялось торжественное открытие памятника Абылай-хана, автором которого стали архитектор Т.Джумагалиев и скульптор Ю.Д. Баймукашева. По их замыслу знаменитый полководец гордо восседает у вертикали символического древа. На нем — шапан и высокая шапка с отворотами, на груди красуется ханская личная печать. Возвышающееся «древо жизни» из трех соединительных стволов с расправившим крылья соколом на вершине символизирует единство народа. Особым украшением памятника и площади в целом стал полукруг аркады с ажурным контуром стрельчатых арок, отмечающий вход в городской парк.

## Ансамбль площади
Современный ансамбль площади складывался постепенно, в течение нескольких стилевых эпох, и к настоящему времени является одним из основных градостроительных элементов городского центра. Площадь раскрыта на ул. Абая и имеет классически симметричное решение со строгой осевой планировкой. Центральная ось площади продолжается улицей Сатпаева и в перспективе композиционно замыкается Дворцом культуры «Кокшетау» (б. Дворец им. Ленина). Застройка почти квадратной в плане площади состоит из нескольких общественно административных зданий. Ведущую роль в ансамбле играет Дом Советов. Поперечная ось его главного южного фасада ранее была подчеркнута монументальным памятником Ленину, в 1998 г. перенесенным в городской парк. С восточной стороны площади расположено здание Областного акимата. С северо-западной стороны на участке, примыкающем к Дому Советов и ограниченном ул. Ауэзова, находится
Казахский музыкально-драматический театр им. Ш. Кусаинова. Театр расположен в некотором удалении от основных построек площади, окружен зелеными насаждениями.
С южной стороны площадь вливается в широкое пространство перекрестка улиц Абая и Сатпаева. В 50-е гг. 20 в. на углах перекрестка стояли го родской Дом культуры и гостиница «Восток», ныне на их месте разместились крупные сооружения - четырехэтажное здание почтамта (б. Дом связи, 1977) и многоэтажная гостиница «Кокшетау» (1987), придавшие застройке площади законченный облик. Здание почтамта с угловым, пластично закругленным фасадом и центральный девятиэтажный корпус гостиницы играют роль градостроительных доминант и вместе с Домом Советов представляют один из самых значительных архитектурных комплексов застройки города. С западной стороны площади расположен парадный вход в городской парк, перед которым в 1999 г. установлен памятник Абылай-хану.
В ансамбль площади входит также обширное озеленение: хвойные насаждения, боскеты, цветники, малые архитектурные формы и фонтаны. Тесная композиционная связь с главными магистралями города предопределяет важнейшую градоформирующую роль площади в сложившейся пространственной системе города.